# IC 3135
IC 3135 је галаксија у сазвјежђу Береникина коса која се налази на листи објеката дубоког неба у Индекс каталогу.
Деклинација објекта је + 27° 29' 31" а ректасцензија 12h 18m 53,0s. Привидна величина (магнитуда) објекта IC 3135 износи 15,7 а фотографска магнитуда 16,5. IC 3135 је још познат и под ознакама KUG 1216+277, PGC 89577.